# 接合子
接合子（せつごうし、英: zygote、希: ζυγωτόν）または接合体（せつごうたい）は、配偶子の接合の結果によって生じた細胞である。受精によって形成される受精卵もその一つである。接合は有性生殖であることから、接合子はその結果として生じた細胞であり、新たな個体へと発展させて子孫を残す。

## 概要
通常は（必ずしもそうとは限らない）二つの半数体の細胞が、接合子または接合体と呼ばれる一つの二倍体の細胞へと合体する。受精においては、精子と卵が配偶子であり、受精卵が接合子である。
受精卵は不動であるが、他の生物の場合には様々な例がある。配偶子の両方あるいは片方が鞭毛をもっている場合、それを接合の後にも保有して運動できる例もある。しかし、接合は有性生殖であり、往々にして休眠体に発展する。
接合子からは新たな個体が生じるが、その過程は様々である。動物の接合子は有糸分裂を行って胚となる。それ以外の生物は、この時に減数分裂を行うものなど様々である。
双子やそれ以上の双生児においては、一卵性（monozygotic）と二卵性（dizygotic）の場合がありうる。